# Bitoma discolor
Bitoma discolor is een keversoort uit de familie somberkevers (Zopheridae). De wetenschappelijke naam van de soort werd in 1907 gepubliceerd door Schaeffer.